# Falstaff (opera)
Falstaff is de laatste opera die Giuseppe Verdi componeerde, op een Italiaans libretto van Arrigo Boito, naar de toneelstukken The Merry Wives of Windsor en King Henry IV van William Shakespeare.

De première vond plaats op 9 februari 1893 in het Teatro alla Scala in Milaan.
De keuze van het onderwerp is opmerkelijk: Falstaff is een komische opera, terwijl Verdi meestal dramatische verhalen behandelde in zijn opera's. Even opmerkelijk is de frisheid en het speelse karakter van de opera, die niet doen vermoeden dat het werk werd geschreven door een hoogbejaarde componist (die, niet ondenkbaar, zijn muzikaal testament aan het schrijven was en deze opera laat eindigen met de woorden "alles in de wereld is een grap").
De ridder Sir John Falstaff is een personage, bedacht door William Shakespeare.

## Synopsis

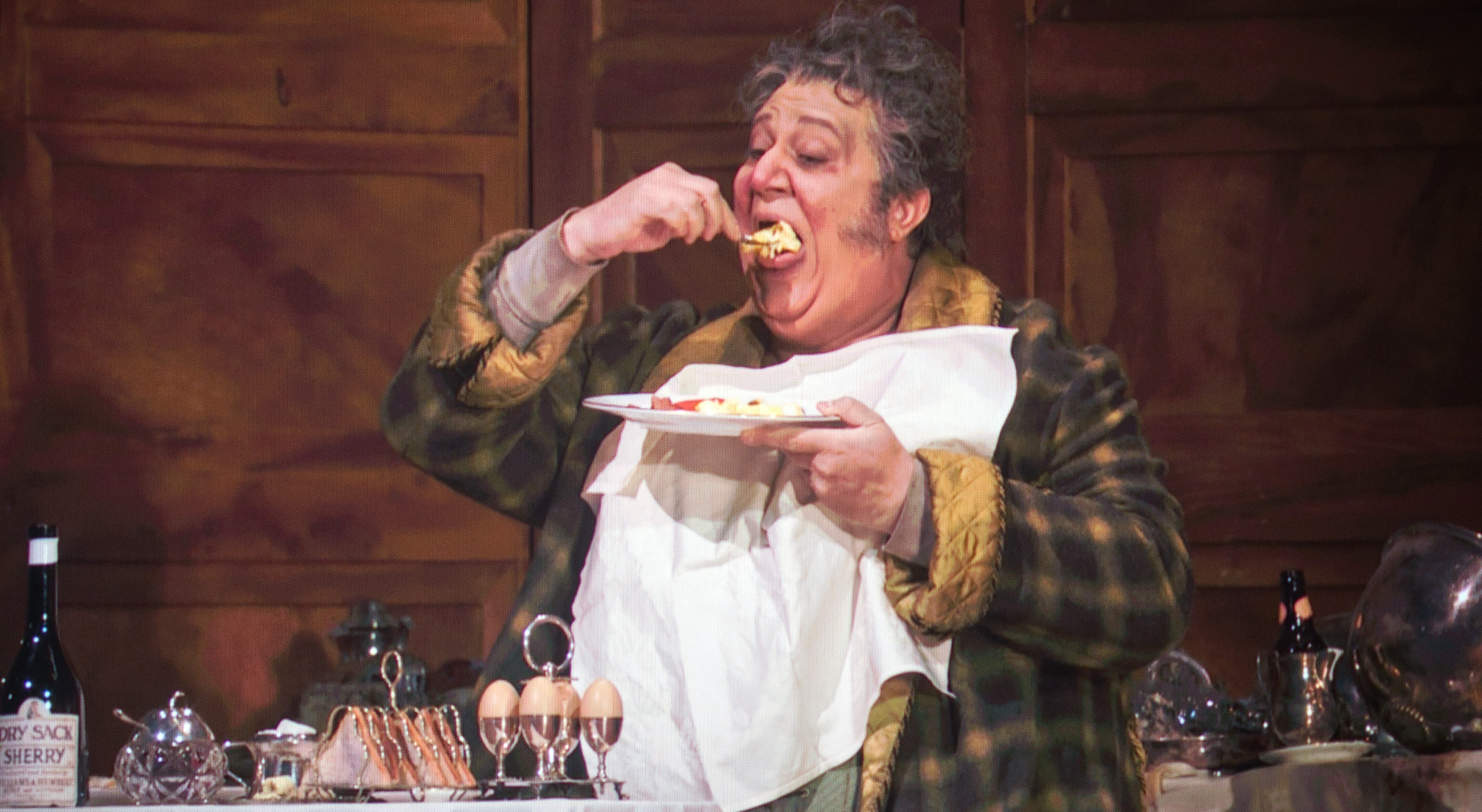
Falstaff in In de kousenband. Metropolitan Opera, 2013

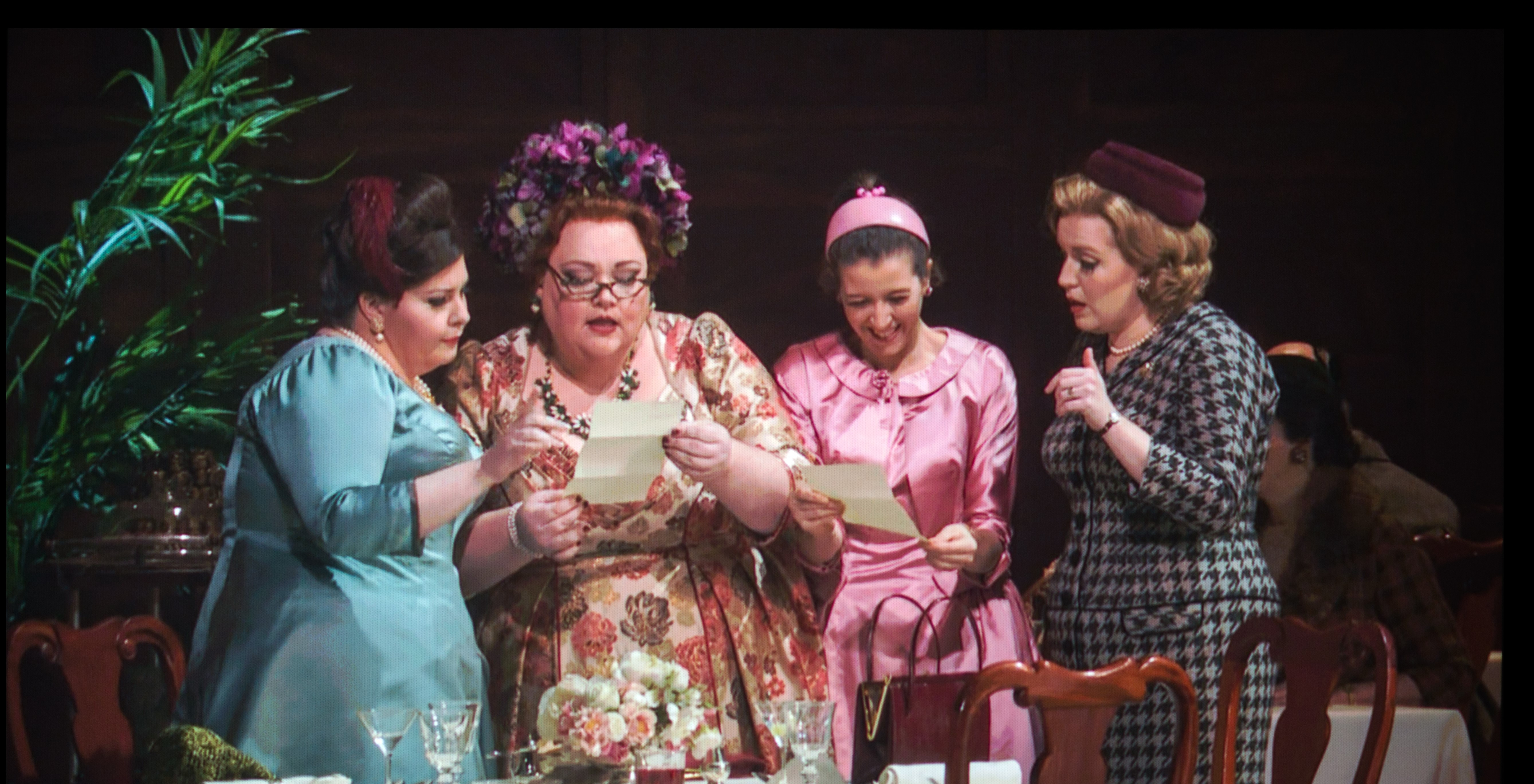
Alice Ford en Meg Page ontvangen beide hun liefdesbrief. Metropolitan Opera, 2013

### Eerste bedrijf

#### Eerste scène

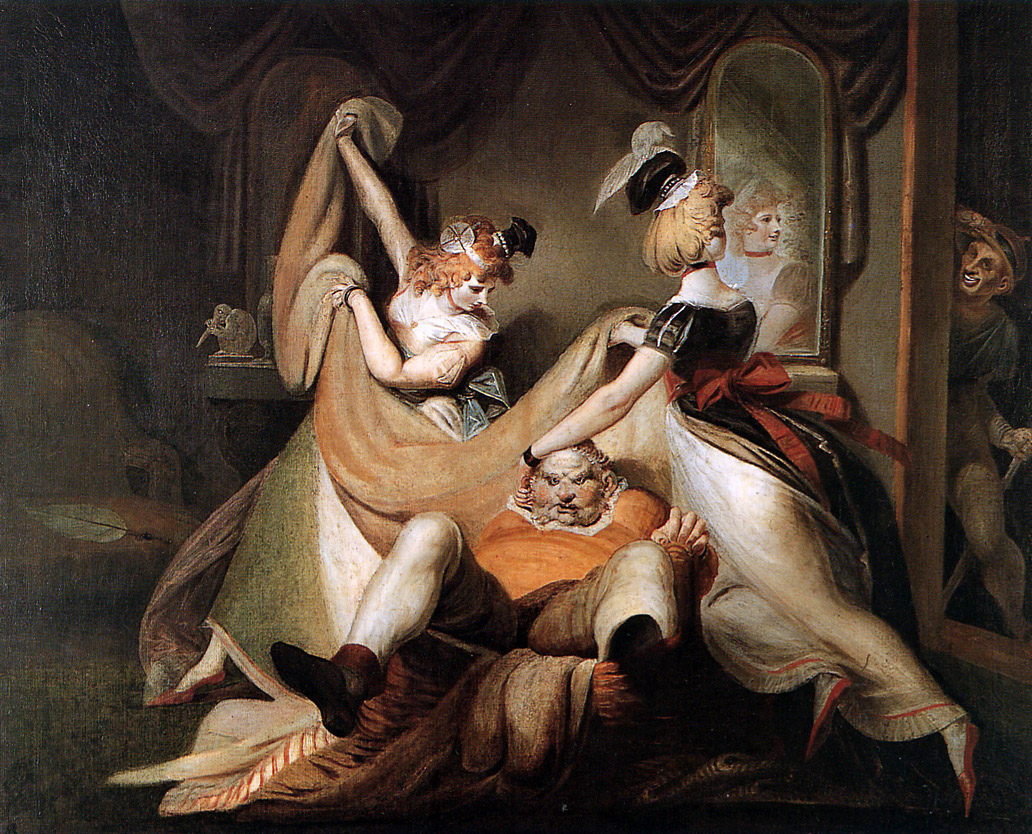
Fallstaff in de wasmand (1792) door Henry Fuseli

In het logement In de kousenband. Sir John Falstaff is een oudere, dikke man met weinig gevoel voor goede zeden. Bij het begin van de opera zien we een sherry drinkende Falstaff die zijn nieuwste voornemen uitlegt aan zijn twee knechten. Hij is van plan om Alice Ford en Meg Page te verleiden. Dat beide vrouwen gehuwd zijn, is voor Falstaff niet in het minst een probleem. Hij heeft de twee dames gelijke liefdesbrieven geschreven: hij hoopt op een nieuw liefdesavontuur en de mogelijkheid zijn zakken te vullen. Een van zijn bedienden heeft al lange tijd geen loon meer ontvangen. Dokter Cajus beschuldigt Falstaffs bediende ervan hem te hebben bestolen, de man wordt ontslagen. Wanneer Falstaff zijn bedienden Bardolfo en Pistola opdraagt de liefdesbrieven te bezorgen, weigeren die dat. Bardolfo en Pistola weigeren deel te nemen aan dergelijke immorele spelletjes, wat alleen maar tot gevolg heeft dat de ziedende Falstaff ook hen ontslaat. De brieven vertrouwt hij toe aan zijn schildknaap.

#### Tweede scène
In de tuin van Mrs. Ford. Alice en Meg komen al snel achter de snode plannen van de domme Falstaff en samen met mevrouw Quickly en Nannetta beramen ze op hun beurt een plan om Falstaff in de val te laten lopen en hem een lesje te leren. Ondertussen zijn Bardolfo en Pistola uit op wraak wegens hun ontslag en brengen meneer Ford op de hoogte van Falstaffs bedoelingen. Ook deze beramen een plan om Falstaff te slim af te zijn. Om zekerheid te krijgen, bezoekt Mr. Ford Falstaff onder een valse naam. Alice daarentegen zal een ontmoeting met Falstaff regelen en hem dan flink te grazen nemen.

### Tweede bedrijf

#### Eerste scène
In het logement In de kousenband. Vol van berouw keren de bedienden bij Falstaff terug. De verschillende plannen worden ten uitvoer gebracht. Enerzijds is er mevrouw Quickly die Falstaff wijs maakt dat Alice hopeloos bezweken is voor zijn charme en dat ze hem zo snel mogelijk wil ontmoeten. Falstaff is gelukkig. Anderzijds is er meneer Ford die Falstaff vermomd als Mr. Fontana opzoekt en hem extra stimuleert om met zijn avances ten opzichte van Alice door te gaan. De domme Falstaff trapt blindelings in de val. Wanneer hij Mr. Ford triomfantelijk meedeelt Alice nog diezelfde dag te zullen treffen, ontploft Ford bijna van jaloezie.

#### Tweede scène
In het huis van Ford. Mrs. Quickly kondigt de komst van Falstaff aan. Alice verkneukelt zich over de avances van de ridder. Onverwacht komt Mr. Ford thuis. Falstaff verstopt zich in een wasmand. Ford en zijn vrienden doorzoeken het hele huis, maar betrappen alleen dochter Nannetta in de armen van Fenton. Omdat hij voor Nannetta een huwelijk met dokter Cajus in gedachten had, jaagt Ford Fenton woedend het huis uit. Wanneer de mannen nog een keer het huis doorlopen op zoek naar Falstaff, laat Alice de wasmand met daarin de dikke ridder door het raam legen in de Theems.

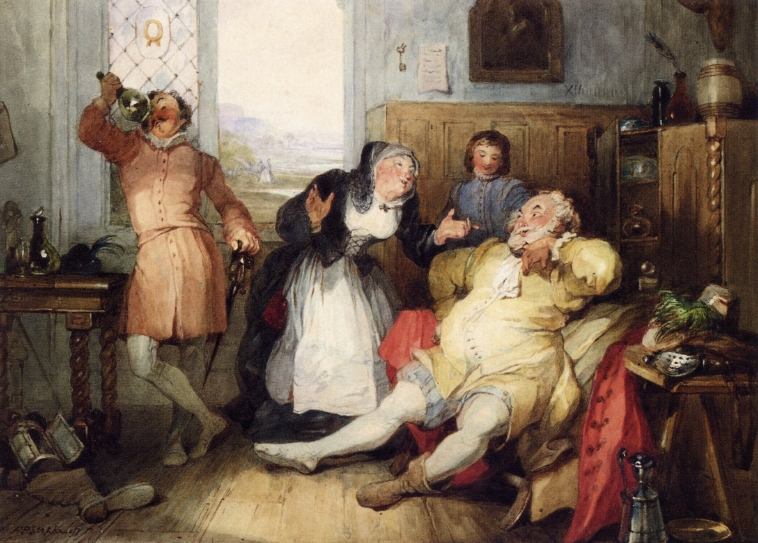
Falstaff en mevrouw Quickly (ca. 1840) door Francis Philip Stephanoff

### Derde bedrijf

#### Eerste scène
Voor het logement In de kousenband. Na het ongelukkige liefdesavontuur beschuldigt Falstaff de burgerwereld van bekrompenheid en oneerlijkheid. Voor een tweede keer laat Falstaff zich beetnemen door mevrouw Quickly die hem alweer kan overtuigen dat Alice nog steeds naar hem hunkert. Een nieuwe afspraak tussen de twee wordt geregeld, weerom met de bedoeling om Falstaff een lesje te leren. Het nieuwe ontmoetingspunt zal de eik van Herne zijn in het park. Mr. Ford en zijn mannen hebben het gesprek afgeluisterd en besluiten de dikke ridder te bestraffen. Mr. Ford belooft dokter Cajus de hand van Nannetta. Hij moet als monnik verkleed in het park verschijnen. Alice wil een huwelijk uit liefde en geeft Nannetta en Fenton haar steun.

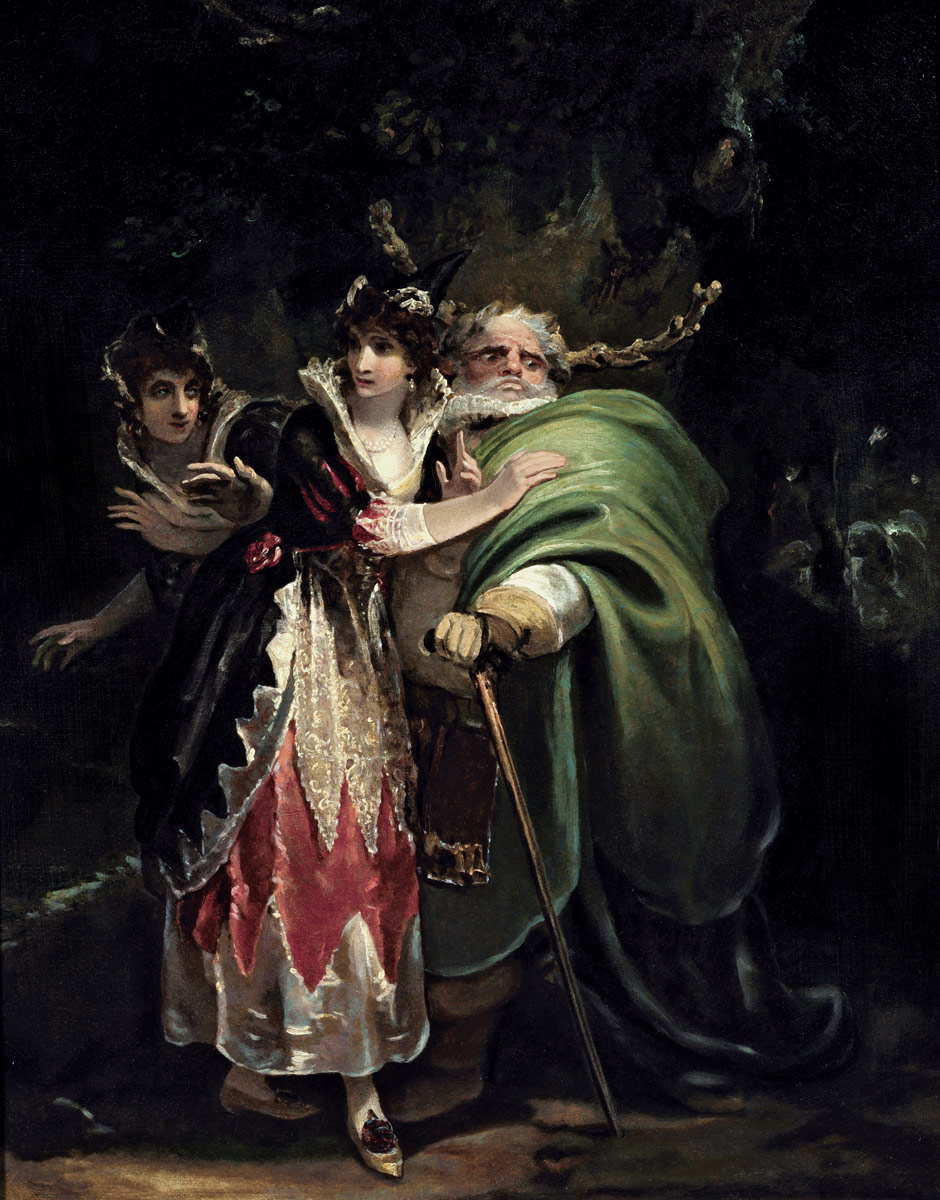
Bij de eik van Herne

#### Tweede scène
In het park van Windsor. Om middernacht bevindt Falstaff zich in het park. De vrouwen hullen Fenton in een monnikspij om Mr. Fords plan met Cajus te verijdelen. De ontmoeting van Falstaff en Alice wordt onderbroken door Meg, die waarschuwt voor een aanstormende wilde jacht. De verklede burgers geven Falstaff er flink van langs. Dokter Cajus krijgt een valse bruid toegeschoven. Nannetta verschijnt met de verklede Fenton, die door Mr. Ford voor Cajus wordt gehouden. Hij zegent het huwelijk. Wanneer het bedrog met de maskers aan het licht komt, voelen Dr. Cajus en Ford zich bedrogen. Ze zijn erg verontwaardigd. Alleen Falstaff lacht als een boer met kiespijn, temeer omdat hij wordt uitgenodigd voor het huwelijk van Nannetta en Fenton. Het is tijdens deze opzet dat Falstaff uiteindelijk berouw toont voor zijn ongehoord gedrag. De opera eindigt met alle figuren die een verzoeningsfuga ten gehore brengen: "Tutto nel mondo è burla", alles in de wereld is een grap.

## Geselecteerde opnamen
| Jaar | Rolverdeling (Falstaff, Ford, Fenton, Mrs. Ford, Mistress Quickly)              | Dirigent, operagezelschap en orkest                                | Label                                     |
| ---- | ------------------------------------------------------------------------------- | ------------------------------------------------------------------ | ----------------------------------------- |
| 1957 | Tito Gobbi, Rolando Panerai, Luigi Alva, Elisabeth Schwarzkopf, Fedora Barbieri | Herbert von Karajan, Philharmonia Orchestra en Philharmonia Chorus | Audio CD: EMI Classics Cat: CDM 5 67083 2 |
| 2001 | Bryn Terfel, Thomas Hampson, Danil Shtoda, Adrianne Pieczonka, Larissa Diadkova | Claudio Abbado, Berliner Philharmoniker en Rundfunkchor Berlin     | Audio CD: DGG Cat: 289 471 194-2          |